# Farallon de Medinilla
 Farallon de Medinilla , còn được gọi là No'os, là một đảo nhỏ không có người ở thuộc quần đảo Bắc Mariana trên Thái Bình Dương. Hòn đảo này cách Saipan 45 hải lý (83 km) về phía bắc và là hòn đảo nhỏ nhất trong quần đảo (Nếu không tính Bãi ngầm Zealandia). Về mặt chính trị, nó là một phần của Đô thị Quần đảo Bắc.